# Reinhardtsdorf-Schöna
Reinhardtsdorf-Schöna é um município em Saxónia na Alemanha.

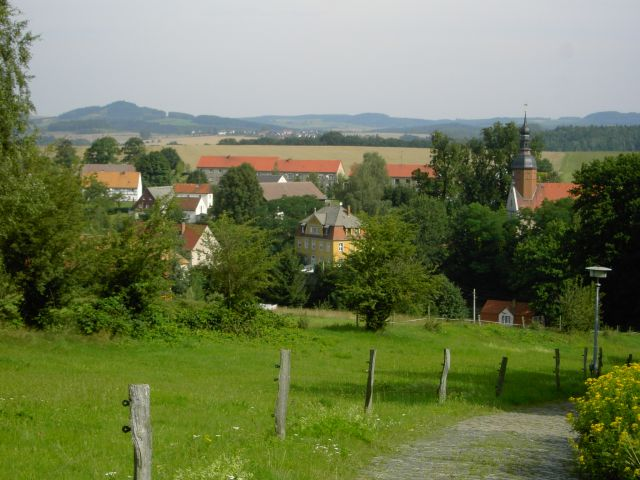
Reinhardtsdorf-Schöna

## Política
O burgomestre é Olaf Ehrlich.
No município de Reinhardtsdorf-Schöna o Partido Nacional Democrata Alemão que é um partido neonazista, é muito forte e ganhou 23,1% de votos nas eleições de landtag da Saxónia.